# Joël Le Theule
Joël Le Theule (Sablé-sur-Sarthe, 22 marzo 1930 – Sablé-sur-Sarthe, 14 dicembre 1980) è stato un politico francese.

## Biografia
Professore agrégé di storia e geografia e docente nelle classi preparatorie, aderisce al gollismo ed è eletto deputato nel 1958, rieletto alle successive elezioni legislative. Dal 1959 fino alla morte nel 1980 è sindaco di Sablé-sur-Sarthe. Promotore del Festival di musica barocca di Sablé-sur-Sarthe.
Esponente di punta del "gollismo di sinistra", è ministro dei Dipartimenti e territori d'oltremare nell'ultimo governo Pompidou (31 maggio - 10 luglio 1968). Segretario di Stato all'Informazione nel governo Couve de Murville (10 luglio 1968 - 20 giugno 1969).
L'elezione di Georges Pompidou alla presidenza della Repubblica nel giugno 1969 è la causa della caduta in disgrazia di Le Theule, considerato (probabilmente a torto) come uno dei fomentatori dell'"affaire Markovic", un'oscura vicenda con nella quale nell'ottobre 1968 si tentò di coinvolgere la moglie del futuro capo dello Stato. Le Theule finisce così nel mirino di Jacques Chirac, fedelissimo di Pompidou, che da allora gli serberà un profondo rancore.
Le Theule torna al governo quattro anni dopo la morte Pompidou, avvenuta nel 1974. All'elezione di Valéry Giscard d'Estaing alla presidenza della Repubblica,  era seguita la nomina di Chirac a Primo ministro, con la conseguente prosecuzione dell'ostracismo nei confronti di Le Theule. Il 3 aprile 1978 è nominato ministro dei Trasporti nel secondo governo Barre. Il 2 ottobre 1980, in occasione di un rimpasto, passa alla Difesa, ma soccombe a un attacco cardiaco il 14 dicembre di quello stesso anno.
La morte gli impedirà di diventare primo ministro. Infatti, da mesi Valéry Giscard d'Estaing progettava di nominare Le Theule al posto di Raymond Barre, essendo quest'ultimo travolto dall'impopolarità, e di presentarsi così alle elezioni presidenziali del maggio 1981 affiancato da un capo del governo nuovo e politicamente di idee più avanzate.
Joël Le Theule ha avuto come principale collaboratore François Fillon, che ricoprirà in seguito la carica di primo ministro dal 17 maggio 2007 al 15 maggio 2012.